# Measat–1
Measat–1 az első maláj műhold, kommunikációs űreszköz.

## Jellemzői
A program célja, hogy Malajziában, a Fülöp-szigeteken és Indonéziában közvetlen televíziós, valamint általános kommunikációs szolgáltatásokat biztosítsanak.

## Küldetés
Építette a Hughes Space and Communications Company. Üzemeltetője a MEASAT (Malaysia East Asia Satellite). Társműholdja: Intelsat–3R (amerikai).
Megnevezései: AfricaSat–1 (Africa Satellite); Afrisat–1; Measat–1 (Malaysia East Asian Satellite); COSPAR: 1996-002B; SATCAT kódja: 23765.
1996. január 13-án a Guyana Űrközpontból L–A2 (LC–Launch Complex) jelű indítóállványról egy Ariane–4 (44L H10-3) hordozórakétával állították közepes magasságú Föld körüli pályára. Az orbitális pályája 1420,17 perces, 91.5° hajlásszögű, geostacionárius pálya perigeuma 34 951 kilométer, az apogeuma 35 998 kilométer volt.
Forgás stabilizált űregység, formája hengeres test, átmérője 2,16; hossza 3,3; antennáival kinyitva 7,8 méter. A kezdeti tömege 1450, műszerezettsége 626 kilogramm. Számítógépe szabályozható, képes önellenőrzést végrehajtani, a földi kezelő állományt tájékoztatni. Az űreszköz felületét gallium-arzenid napelemek (először alkalmazták, 40%-kal nagyobb hasznos teljesítmény: 1200 W) borították, éjszakai (földárnyék) energia ellátását újratölthető nikkel-hidrogén akkumulátorok biztosították. Telemetriai szolgáltatását a 12 C-sávos, valamint az 5 (+1 tartalék) Ku-sávos transzponder a könnyű, nagy hatásfokú antenna, egyéb antennáival segítette. Hajtóanyaga (hidrazin) és gázfúvókái segítették a stabilitást és a pályaeleme tartását.
Délkelet-Ázsiában, Ausztráliában és Óceániában közvetlen televíziós, valamint általános kommunikációs szolgáltatásokat biztosít.